# Toral de los Guzmanes
Toral de los Guzmanes är en kommun i Spanien.   Den ligger i provinsen Provincia de León och regionen Kastilien och Leon, i den nordvästra delen av landet, 250 km nordväst om huvudstaden Madrid. Antalet invånare är 580.